# Diócesis de Mánchester (Estados Unidos)
La diócesis de Mánchester (en latín: Dioecesis Manchesterien(sis) y en inglés: Roman Catholic Diocese of Manchester) es una circunscripción eclesiástica latina de la Iglesia católica en Estados Unidos, sufragánea de la arquidiócesis de Boston. La diócesis tiene al obispo Peter Anthony Libasci como su ordinario desde el 19 de septiembre de 2011.

## Territorio y organización
La diócesis tiene 24 097 km² y extiende su jurisdicción sobre los fieles católicos de rito latino residentes en el estado de Nuevo Hampshire.
La sede de la diócesis se encuentra en la ciudad de Mánchester, en donde se halla la Catedral de San José.
En 2019 en la diócesis existían 89 parroquias.

## Historia
La diócesis fue erigida el 15 de abril de 1884 con el breve Quod erat del papa León XIII, obteniendo el territorio de la diócesis de Portland.

## Estadísticas
De acuerdo al Anuario Pontificio 2020 la diócesis tenía a fines de 2019 un total de 330 160 fieles bautizados.
| Año                                                                             | Población            | Población | Población      | Sacerdotes | Sacerdotes    | Sacerdotes    | Bautizados por sacerdote | Diáconos permanentes | Religiosos | Religiosos | Parroquias |
| Año                                                                             | Bautizados católicos | Total     | % de católicos | Total      | Clero secular | Clero regular | Bautizados por sacerdote | Diáconos permanentes | Varones    | Mujeres    | Parroquias |
| ------------------------------------------------------------------------------- | -------------------- | --------- | -------------- | ---------- | ------------- | ------------- | ------------------------ | -------------------- | ---------- | ---------- | ---------- |
| 1950                                                                            | 180 159              | 491 524   | 36.7           | 301        | 207           | 94            | 598                      |                      | 86         | 1147       | 102        |
| 1966                                                                            | 252 800              | 661 000   | 38.2           | 434        | 280           | 154           | 582                      |                      | 263        | 1609       | 123        |
| 1970                                                                            | 260 703              | 659 132   | 39.6           | 367        | 255           | 112           | 710                      |                      | 225        | 1481       | 124        |
| 1976                                                                            | 269 775              | 792 000   | 34.1           | 369        | 299           | 70            | 731                      |                      | 146        | 1204       | 129        |
| 1980                                                                            | 285 311              | 826 000   | 34.5           | 357        | 276           | 81            | 799                      |                      | 137        | 1155       | 128        |
| 1990                                                                            | 296 513              | 1 085 000 | 27.3           | 359        | 262           | 97            | 825                      | 20                   | 244        | 986        | 130        |
| 1999                                                                            | 330 513              | 1 173 000 | 28.2           | 320        | 243           | 77            | 1032                     | 25                   | 42         | 742        | 131        |
| 2000                                                                            | 342 662              | 1 185 000 | 28.9           | 315        | 239           | 76            | 1087                     | 24                   | 116        | 710        | 131        |
| 2001                                                                            | 325 674              | 1 201 000 | 27.1           | 315        | 232           | 83            | 1033                     | 23                   | 112        | 688        | 131        |
| 2002                                                                            | 336 803              | 1 235 786 | 27.3           | 300        | 238           | 62            | 1122                     | 25                   | 97         | 652        | 131        |
| 2003                                                                            | 327 353              | 1 275 000 | 25.7           | 284        | 222           | 62            | 1152                     | 47                   | 96         | 608        | 131        |
| 2004                                                                            | 327 353              | 1 275 000 | 25.7           | 285        | 225           | 60            | 1148                     | 51                   | 95         | 621        | 120        |
| 2010                                                                            | 309 987              | 1 315 809 | 23.6           | 269        | 207           | 62            | 1152                     | 52                   | 89         | 439        | 98         |
| 2013                                                                            | 316 000              | 1 343 000 | 23.5           | 247        | 193           | 54            | 1279                     | 45                   | 81         | 400        | 90         |
| 2016                                                                            | 322 258              | 1 326 813 | 24.3           | 215        | 173           | 42            | 1498                     | 72                   | 57         | 348        | 88         |
| 2019                                                                            | 330 160              | 1 356 458 | 24.3           | 179        | 141           | 38            | 1844                     | 74                   | 54         | 299        | 89         |
| Fuente: Catholic-Hierarchy, que a su vez toma los datos del Anuario Pontificio. |                      |           |                |            |               |               |                          |                      |            |            |            |

Escuelas secundarias
- Bishop Brady High School, Concord
- Bishop Guertin High School, Nashua
- Mount Royal Academy, Sunapee
- St. Thomas Aquinas High School, Dover
- Trinity High School, Mánchester

## Episcopologio
- Denis Mary Bradley † (18 de abril de 1884-13 de diciembre de 1903 falleció)
- John Bernard Delany † (18 de abril de 1904-11 de junio de 1906 falleció)
- George Albert Guertin † (2 de enero de 1907-6 de agosto de 1931 falleció)
- John Bertram Peterson † (13 de mayo de 1932-15 de marzo de 1944 falleció)
- Matthew Francis Brady † (11 de noviembre de 1944-20 de septiembre de 1959 falleció)
- Ernest John Primeau † (27 de noviembre de 1959-30 de enero de 1974 renunció)
- Odore Joseph Gendron † (12 de diciembre de 1974-12 de junio de 1990 renunció)
- Leo Edward O'Neil † (12 de junio de 1990 por sucesión-30 de noviembre de 1997 falleció)
- John Brendan McCormack † (21 de julio de 1998-19 de septiembre de 2011 retirado)
- Peter Anthony Libasci, desde el 19 de septiembre de 2011